# 雨中哼唱
《雨中歡唱》（Singing in the Rain），由亞瑟·弗里德作詞，納西歐·赫布·布朗作曲，發行於1929年。
至今仍不清楚這首歌是什麼時候寫的，據說這首歌早在1927年就已經有了。
此歌曲為於1952年上映的同名美國電影主題曲，在電影中，金·凱利（Gene Kelly）在下雨時拿著雨傘邊跳踢踏舞邊唱；此歌曲於2004年被選為AFI's美國電影學會100年100好聽歌第3名。

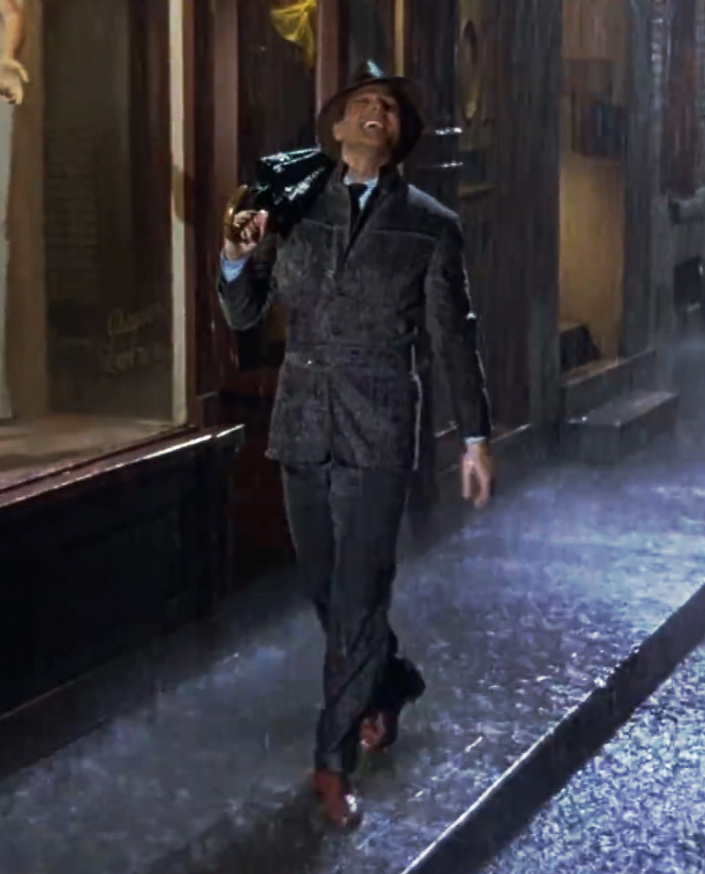
金·凱利 在1952年電影《萬花嬉春》中演唱此曲的劇照。

## 歌曲形式
此曲有一個不尋常的形式：32小節的合唱，而不是在前面加上一個詩句或一個內在的橋段，這在當時已成為標準，打開歌曲，然後是一個24小節的詩句，在有橋段的感覺之前，合唱重複。